# Jean-Marie Duhamel
Jean-Marie Constant Duhamel, född den 5 februari 1797 i Saint-Malo, död den 29 april 1872 i Paris, var en fransk matematiker och fysiker.
Duhamel blev 1840 ledamot av franska vetenskapsakademien, 1844 direktor för Polytekniska skolan i Paris och 1851 professor i den högre analysen vid Paris universitet. Han gjorde viktiga undersökningar om värmets rörelse i fasta kroppar samt om svängningsförhållandet i ett godtyckligt system av materiella punkter med mera.